# 道の駅奥伊勢木つつ木館
道の駅奥伊勢木つつ木館（みちのえき おくいせきつつきかん）は、三重県度会郡大紀町にある国道42号の道の駅である。

## 主な施設
- 駐車場
  - 普通車：134台
  - 大型車：4台
  - 身障者用 : 4台
- トイレ
  - 男：大 2器（1器）、小 5器（2器）
  - 女：12器（2器）
  - 身障者用：1器（1器）

※（）内は24時間使用可能
- 公衆電話
- 喫茶店
- 特産品販売所
- 情報コーナー

## 休館日
- 毎週水曜日（祝日の場合は翌日）
GW、夏休み、正月は無休

## アクセス
- 国道42号 - 登録路線
- 三重交通56系統松阪熊野線 滝原宮前バス停

## 周辺
- JR紀勢本線 滝原駅
- 瀧原宮
- 大滝峡キャンプ場
- おおみや昆虫館
- 阿曽温泉